# Claire Bretécher
Claire Bretécher (Nantes, 17 aprile 1940 – Parigi, 10 febbraio 2020) è stata una fumettista francese.

## Biografia
Esordisce molto giovane grazie a una collaborazione con René Goscinny nel 1963 e in seguito pubblica la serie Les Gnangnan sul settimanale a fumetti Spirou e successivamente su un altro settimanale, Tintin, nel periodo 1965-1966.
Nel 1968 collabora al numero 83 del Journal Record, titolato Andromaque.
Nel 1969 collabora al giornale Pilote con il suo personaggio Cellulite. In questa serie stigmatizza gli eccessi del femminismo, tuttavia senza denigrare la causa delle donne.
Dal 1969 al 1971 ritorna alla rivista Spirou con delle satire contro i suoi contemporanei, dove si può notare un'evoluzione del suo stile verso un tratto più acido, che la avvicina a Jean-Marc Reiser.
Nel 1972 crea, insieme a Gotlib e Mandryka, L'Eco delle savane. Collaborando anche al mensile ecologista Le Sauvage a partire dal 1973, nello stesso anno inizia la sua collaborazione con il Nouvel Observateur con la serie Les Frustrés (in italiano: I Frustrati) che la fanno diventare famosa, la cui prima apparizione ci fu il 15 ottobre, all'interno della rubrica sociale «Nôtre époque».
Nel 1976 ottenne da Roland Barthes la qualifica di «migliore sociologo dell'anno» e la sua pagina dei Frustrati è, per Jean Daniel, «in profondità, al secondo livello, una delle cronache più efficacemente politicizzate del nostro settimanale». Secondo Florence Montreynaud, i «conformisti dell'anticonformismo» ritratti dai Frustrati di Bretécher «sono anche i lettori del Nouvel Observateur», cioè «gli snob, i figli dei borghesi sinistroidi, i deboli, i duri, i sessisti, le femministe, i genitori lassisti e i loro orrendi marmocchi viziati». Un lettore assiduo e collaboratore occasionale del giornale, rendendole omaggio, ammise inoltre che quello che lo preoccupava era che «il frustrato, è il mio ritratto».
La sua serie su santa Teresa d'Ávila suscita qualche critica dei lettori cattolici, spingendo dei giornalisti (come Héctor Bianciotti) a prendere le sue difese. Presente saltuariamente al giornale, non assiste ai convegni di redazione. Pubblicando lei stessa i suoi album, che riscuotono un grande successo, può presto lasciare il suo salario mensile presso L'Observateur. Manifestando una certa stanchezza insieme al desiderio di avere un figlio, interrompe la sua collaborazione settimanale all'inizio del 1981, pubblicandovi ancora saltuariamente qualche tavola dei suoi album al momento della loro uscita.
Oltre ai fumetti, Claire Bretécher dipinge con altrettanto talento: lo testimonia tutta una serie di ritratti a colori, disegnati sui suoi album privati di schizzi e ripresi negli album Portraits (edizioni Denoël) del 1983 e Moments de lassitude (pubblicato dall'autrice) del 1999.
Il suo stile, spoglio, è efficace e raggiunge gli obiettivi dell'autrice senza concessioni ai suoi contemporanei, soprattutto quando questi sono agiati, intellettuali e disillusi.
Per le sue storie, Claire Bretécher diventa un punto di riferimento della nona arte.
Nel novembre 2001 viene diffusa su Canal + la serie Agrippine, sotto forma di 26 episodi di 26 minuti, prodotti da Ellipse Animation.

## Vita privata
Claire Bretécher era vedova del costituzionalista francese Guy Carcassonne con cui ha avuto un figlio. 

## Opere

### Cellulite
- 1972 Gli stati d'animo di Cellulite - Les États d'âme de Cellulite
- 1972 Gli amori ecologici del Bolot occidentale
- 1974 Le Angosce di Cellulite

### I frustrati(edita dall'autrice)
- 1975 I frustrati
- 1977 I frustrati 2
- 1978 I frustrati 3
- 1979 I frustrati 4
- 1980 I frustrati 5

### Agrippina
- 1988 Agrippina (edita dall'autrice)
- 1991 Agrippina prende vapore (edita dall'autrice)
- 1993 I combattimenti di Agrippina (edita dall'autrice)
- 1995 Agrippina e gli inclusi (edita dall'autrice)
- 1998 Agrippina e l'antenato (Hyphen)
- 2001 Agrippina e la setta a Raymonde (Hyphen)
- 2004 Allergia (Hyphen)
- 2009 Agrippina sconfitta (Dargaud)

### Altre opere
- 1973 Insalate di stagione (Dargaud)
- 1976 I Naufraghi, con Raoul Cauvin (Glénat)
- 1976 Les Gnangnan (Glénat)
- 1977 Baratine e Molgaga (Glénat)
- 1977 Il Bolot occidentale (edita dall'autrice)
- 1977 Fernando l'orfano (5 episodi di 4 pagine a colori comparse su Le Trombone illustré)
- 1978 Il cordone infernale (edita dall'autrice)
- 1980 La vita ardente di Teresa d'Avila (riedizione)
- 1982 Le Madri (edita dall'autrice)
- 1984 Turista (edita dall'autrice)
- 1984 Il destino di Monica (riedizione, edita dall'autrice)
- 1985 Dottor Ventouse, bobologo (edita dall'autrice)
- 1986 Dottor Ventouse, bobologo 2 (edita dall'autrice)
- 1996 Modellare, sformare (edita dall'autrice)
- 1999 Momenti di stanchezza (catalogo di un'esposizione, Hyphen)
- 2010 Le super donne di Bretécher, con Annie Pastor (Hugo et Compagnie)
- 2011 Il Tarocco divinatorio di Claire Bretécher, con Sabine Sikarcioglu (Chêne)
- 2011 Claire Bretécher, disegni e dipinti (Chêne)

## Premi e riconoscimenti
- Nel 1983 vince il premio speciale Grand Prix de la ville d'Angoulême per il decimo anniversario della manifestazione.
- L'asteroide 236463 è stato chiamato Bretécher in suo onore.

## Impatto culturale
- Claire Bretécher è citata nella canzone Femme libérée (it: donna libera) di Cookie Dingler: « dans le Nouvel Obs elle ne lit que Bretécher » («nel Nouvel Observateur lei non legge che Bretécher»).